# Valentina Bandeira
Valentina Ramos Whately Bandeira (Paris, 12 de fevereiro de 1994) é uma atriz brasileira nascida na França. É filha do bailarino e diretor Ricardo Bandeira.

## Biografia
Iniciou sua carreira artística através de cursos no Teatro Tablado, onde ganhou experiência atuando em diversas peças, como Peter Pan, Cabaret Valentin e A Viagem de Clarinha. Teve seu primeiro contato com a televisão atuando na novela Geração Brasil, no horário das sete da Rede Globo, dirigida por Denise Saraceni. Em seguida participou da série As Canalhas no GNT e fez diversas campanhas publicitárias. No ano seguinte a atriz participou de sua segunda novela, em Totalmente Demais ela deu vida a simpática nerd Janaína. Foi dirigida por Débora Lamm na peça Pedro Malazartes e a Arara Gigante e integra o elenco do programa humorístico Zorra, também na Rede Globo.

## Filmografia

### Televisão
| Ano       | Título                    | Personagem                 | Notas                   |
| --------- | ------------------------- | -------------------------- | ----------------------- |
| 2014      | Geração Brasil            | Danusa Pinto Marra         |                         |
| 2015      | Totalmente Demais         | Janaína de Oliveira (Jana) |                         |
| 2016–2020 | Zorra                     | Várias personagens         |                         |
| 2017      | Tá no Ar: A TV na TV      | Waleskina Santana          |                         |
| 2021      | Quanto Mais Vida, Melhor! | Cora Maria de Aparecida    |                         |
| 2022      | Todas as Flores           | Indira Soares (Dira)       | Episódios: "1-15"       |
| 2022      | Vai que Cola              | Valencia                   | Episódio: "Fã Ou Hater" |
| 2023      | MTV Beija Sapo            | Apresentadora              |                         |
| 2024      | Tô Nessa                  | Nana                       |                         |
| 2025      | Vale Tudo                 | Celebridade                | Episódio: "18 de abril" |

### Cinema
| Ano  | Título              | Personagem      | Notas |
| ---- | ------------------- | --------------- | ----- |
| 2014 | Lemming             | Ingrid          |       |
| 2018 | Uma Quase Dupla     | Rosa Paiva      |       |
| 2021 | L.O.C.A.            | Joana           |       |
| 2023 | Pérola              | Elisa           |       |
| 2023 | Ritmo de Natal      | Lia             |       |
| 2024 | Cedo Demais         | Bruna           |       |
| 2024 | A Vilã das Nove     | Laurinha/Debbie |       |
| 2025 | A Fábrica de Sonhos | Vilma           |       |

## Teatro
| Ano  | Título                             | Personagem |
| ---- | ---------------------------------- | ---------- |
| 2010 | Peter Pan                          | Wendy      |
| 2011 | Cabaret Valentin                   |            |
| 2012 | A Menina e o Vento                 |            |
| 2013 | A Viagem de Clarinha               | Clarinha   |
| 2016 | Pedro Malazartes e a Arara Gigante | Berenice   |

## Prêmios e indicações
| Ano  | Premiação    | Categoria                      | Indicação  | Resultado |
| ---- | ------------ | ------------------------------ | ---------- | --------- |
| 2024 | Prêmio iBest | Apresentadores de TV/Streaming | Beija Sapo | Indicada  |